# The Flowers of Evil (манґа)
The Flowers of Evil (яп. 惡の華, あくのはな, Аку но Хана, Квіти зла) — манґа, написана й проілюстрована Шюдзо Ошімою. Видавалась у журналі Bessatsu Shōnen Magazine видавництва Kodansha з вересня 2009 року по травень 2014 року. Історія розповідає про учня середньої школи на ім'я Такао Касуґа, якого однокласниця Сава Накамура змушує укласти «контракт» після того, як його спіймали на крадіжці спортивного одягу Нанако Саекі, в яку він закоханий, наступні події розгортаються навколо цих трьох персонажів. Назва манґи походить від збірки Шарля Бодлера «Квіти зла».
Аніме-адаптація манґи, створена компанією Zexcs, транслювалася в Японії з квітня по червень 2013 року. Одночасно також транслювалася за межами Японії компанією Crunchyroll. Анімацію було створено з використанням техніки ротоскопіювання, що викликало деякі суперечки серед шанувальників манґи. Екшн-екранізація вийшла у вересні 2019 року.
У Північній Америці видавництво Vertical ліцензувало англійську версію манґи, а Sentai Filmworks ліцензувала аніме-серіал.

## Сюжет

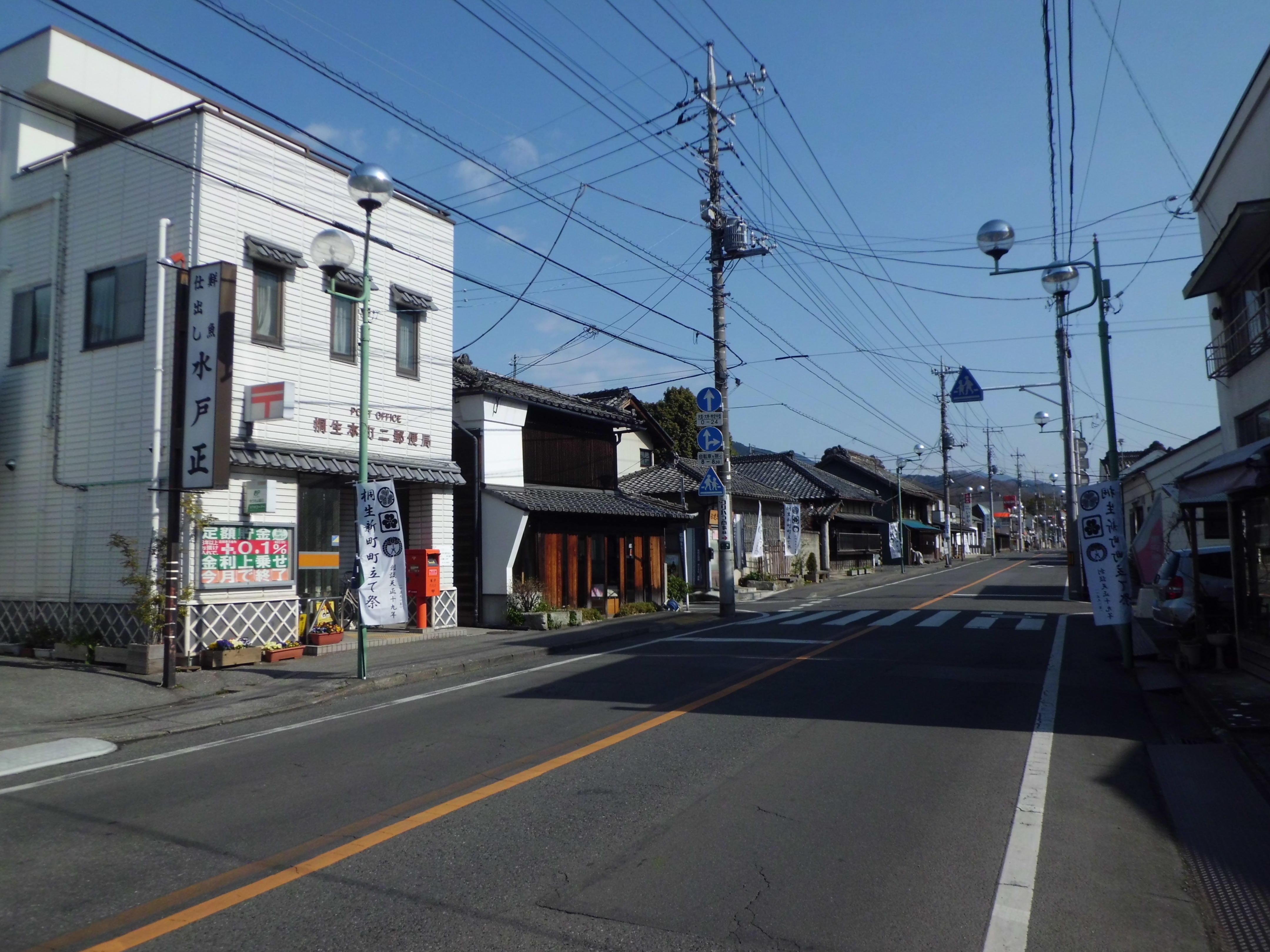
Дія першої частини аніме відбувається в Кірю, префектура Ґумма

Історія починається в маленькому містечку в префектурі Ґумма і розповідає про Такао Касуґу, старшокласника, який захоплюється читанням. Його улюблена книга — «Квіти зла» Шарля Бодлера. Одного дня після школи він краде спортивний одяг своєї однокласниці Нанако Саекі, в яку він закоханий. Однак дівчина на ім'я Сава Накамура стає свідком цього, Касуґа отримує погрози і змушений укласти «контракт». У той же час Касуґа підходить до Саекі і вдається подружитися.
Касуґа проводить більше часу з двома дівчинами, але він відчуває, що провина за  крадіжку тяжіє над ним. Він вандалізує класну кімнату разом з Накамурою і намагається зізнатися у своїх почуттях, але Саекі не хоче з ним розлучатися. Коли його мати дізнається, що він брав участь у вандальстві, він тікає з дому та намагається перетнути гору поруч із містом на своєму велосипеді разом з Накамурою. Саекі наздоганяє їх двох, коли вони відпочивають, і намагається вмовити Касуґу повернутися. Не маючи змоги вибрати між двома, він відмовляє їм обома, і поліція забирає їх.
Через місяць Касуґа розлучається з Саекі і вирішує допомогти Накамурі. Він пише твір, щоб висловити їй свої почуття. Після того як вона втікла від нього, Касуґа йде до її будинку і читає в її щоденнику про своє розчарування через те, що вона не може перейти на «інший бік». Він краде трусики всіх дівчат у своєму класі, крім Саекі, і використовує їх, щоб прикрасити свою тимчасову схованку, отримавши схвалення Накамури.
Коли починаються літні канікули, вони будують плани прибити трусики до фанери для показу на наступному фестивалі. Саекі викриває план і заманює Касуґу до своєї схованки, спокушаючи його залишитися в їхньому місті. Коли Касуґа обирає Накамуру замість неї, вона ґвалтує його, але Касуґа дає відсіч і змушує її спалити схованку.
Потім Саекі здалася поліції за підозрою в підпалі та закликав свого найкращого друга Ай Кіношіту розповісти школі про злочини Касуґи. У школі поліцію не викликали, і  батьки вирішили перенести канікули. За день до фестивалю Накамура вривається в будинок Касуґи і нападає на його батька, вони втікають. На фестивалі вони носять маски і піднімаються на вершину рухомої платформи з ножами. Вони проклинають місто та обливаються гасом, але перш ніж вони встигають використати запальничку, Накамура перекидає Касуґу через платформу через напад його батька.

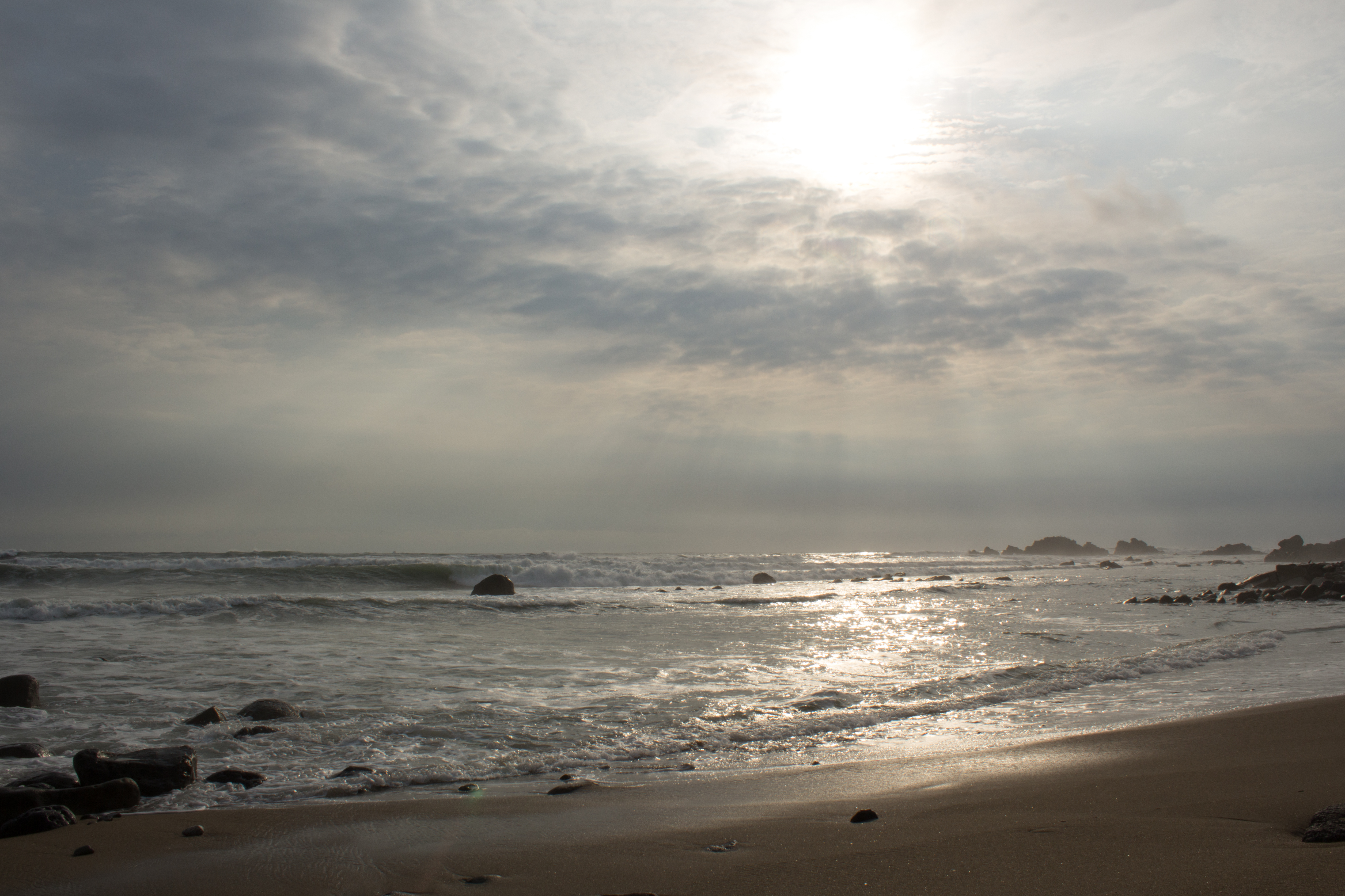
Пляж у місті Токава, де Касуґа та Токіва розмовляють із Накамурою

Через кілька років Касуґа, який тепер відвідує середню школу в районі Омія, міста Сайтама, все ще не може забути Накамуру. Касуґа бачить свою однокласницю Аю Токіву, яка дивиться на книгу «Квіти зла» в книжковому магазині, вона починає позичати йому романи, відроджуючи його пристрасть до літератури.
Дізнавшись, що вона пише роман, Касуґа читає рукопис, і плаче, оскільки бачить у персонажі себе. Коли Касуґа зустрічається з Саекі на обід, вона звинувачує його у використанні Токіви як заміни Накамури. Касуґа відвідує Токіву на роботі і запрошує її на побачення. Він каже, що врятує її, і вона погоджується.
Касуґа відвідує своє рідне місто, щоб побачити свого вмираючого дідуся, і зустрічає Кіношіту, яка шкодує, що її покинула Саекі, і розповідає Касузі, куди переїхала Накамура. Токіва закінчує написання роману, але Касуґа розповідає Токіві про своє минуле та бажання знову зустрітися з Накамурою. Вони сіли на поїзд до станції Тоґава в місті Чьоші, префектура Чіба, і приїхали до її закусочної. Потім мати Токіви попереджає їх, що Накамура «тепер не шукає проблем», але Токіва наполягає на розмові з Накамурою.
Вони розмовляють на сусідньому пляжі, і Касуґа задає їй запитання, але не отримує задовільної відповіді. Троє головорізів і Касуґа кажуть Накамурі, що він радий, що вона не зникла. Пізніше Касуґа перебуває з Токівою, яка навчається в коледжі та пише ще один роман. Після сну з Токівою Касуґа бачить уві сні зів'ялу квітку зла, шрами якої більше не видно на його руках. Уві сні він бачить майбутнє інших персонажів. Він одружується з Токівою, в них народжується дитина, Саекі створює сім'ю та відновлює контакт з Кіношітою, тоді як Накамура нарешті переїжджає до міста та задоволена. Наприкінці сну Накамура дивиться на зів'ялу квітку зла. Коли Касуґа прокидається, він починає писати в чистій книзі, як він робив уві сні, ймовірно, про події в манзі,.
Останній розділ описує погляд Накамури на її першу зустріч з Касуґою. В її очах все і всі навколо монохромні та деформовані, символізуючи її огиду до нормального. Коли вона побачила, як Касуґа вкрав футболку, вона зрозуміла його особливості. Після цього Накамура повертається до звичного життя, яке ненавиділа. Перш ніж вона встигає це зробити, Касуґа з'являється на велосипеді, наповнюючи її світ деталями та темно багряним кольором.

## Персонажі
Такао Касуґа (яп. 春日 高男, かすが たかお)
Сейю: Шін'їчіро Уеда
Актор: Кентаро Іто
Інтровертний учень середньої школи з великим інтересом до літератури. Він відчуває відчуження, а також задуху від навколишнього світу. Його погляд на інших людей тьмяний — він вважає їх неосвіченими, а також нездатними зрозуміти абстрактні теми, присутні в книгах, які він читає, а саме « Квіти зла» Шарля Бодлера. Він обожнює свою однокласницю Саекі як вершину краси та чесноти, називаючи її своєю музою та ангелом. Хоча він вважає своє поклоніння Саекі суто платонічним, він не може не відчувати до неї сексуального потягу. Касуґа глибоко стурбований цими почуттями, оскільки він вважає, що вони знецінюють його поклоніння Саекі та є гріхом проти її чистоти.
Спочатку дивлячись на Накамуру зі страхом і побоюванням, Касуґа поступово зближується з нею. Почуття, які він відчуває до Накамури, не є романтичними в традиційному розумінні, а радше є поєднанням глибокого захоплення, симпатії та неволі. Він говорить Саекі про відмову в пошуку майбутнього з Накамурою, в якому вони двоє намагаються перебратися на «інший бік».
Сава Накамура (яп. 仲村 佐和, なかむら さわ)
Сейю: Марія Ісе
Актор: Чіна Тамашіро
Однокласниця Касуґи, яка виявляє повну незацікавленість у навколишньому світі, а також презирство до всіх, з ким вона контактує. Її існування ігнорується однокласниками, які вважають її занепокоєною. Вона не справляє враження під час розмов, які самі по собі дуже короткі. Накамура дивиться на світ як на «море гівняних жуків», які цікавляться лише сексом. Вона глибоко мучиться через невідворотність від своєї сексуальної природи, а також відчуває огиду до світового фасаду ввічливості.
Накамура розглядає Касуґу як людину з характером, схожим на її, хоча він все ще похований під шарами формальності, породженої суспільством. Вона вирішує укласти з ним контракт, у якому планує поступово видалити «шари шкіри», за якими він ховається. Почуття Накамури до Касуґи спочатку були дещо безособовими, коли вона ставилася до нього як до піддослідного чи іграшки. Проте з часом у неї з'являється глибока особиста зацікавленість у його успіхах.
Нанако Саекі (яп. 佐伯 奈々子, さえき ななこ)
Сейю: Йоко Ґікаса
Актор: Шіорі Акіта
Інша дівчина з класу Касуґи, в яку він закоханий, Саекі, вважається найкращою ученицею класу, і вважається популярною та красивою дівчиною. Після того, як він захищає Накамуру від решти класу та підтримує її, Саекі починає цікавитися Касуґою, особливо його пристрастю до збірки «Квіти зла», хоча їй важко зрозуміти зміст. Вважаючи себе скованою батьками, вона особливо цінує те, що він здатен показати своє справжнє "я", не приховуючи його. Вони починають зустрічатися, і Саекі розповідає, як вона прагне життя, у якому їй не доведеться прикидатися добре вихованою, зібраною та зосередженою на навчанні. Дійсно, її стосунки з Касуґою відображають його стосунки з Накамурою, її ненависть до себе та обожнювання його спонукають її вчиняти підпал та зґвалтування. Пізніше вона живе в Уцуномії, де знайшла нового хлопця, який, за словами Токіви, «дуже схожий» на Касуґу.
Ая Токіва (яп. 常磐 文, ときわ あや)
Актор: Марі Іїтойо
Персонаж, вперше представлений у другій частині історії, вона зображена як висока рудоволоса красуня також віку як Касуґа, яку шанують його друзі, але відомо, що вона зустрічається зі старшим хлопцем з іншої школи. Касуґа помічає, що вона тримає примірник Квітів зла у книжковому магазині, і виявляє її пристрасть до книг. Вона допомагає йому знову відновити інтерес до літератури та зближується з ним, аж до того, що викликає у свого хлопця Кодзі підозру щодо Касуґи. Касуґа підтримує її в написанні роману.
Ай Кіношіта (яп. 木下 亜衣, きのした あい)
Актор: Цуґумі Накамура
Сейю: Аяко Уемура
Найкращий друг Саекі. Відверта і запальна, вона дуже піклується про Саекі і починає ображатися на Касуґу за біль, якого він їй завдав. Пізніше вона дізнається правду від Саекі, коли розуміє, що вона шпигувала за Касуґою та Накамурою. Вона відчуває невідкладну потребу розповісти поліції про їх вчинки, але Саекі лає її, вірячи, що вона зможе витягнути Касуґу з його халепи. З розвитком подій вона також усвідомлює зіпсованість Саекі, вона не в змозі встояти й бере на себе відповідальність за викриття Касуґи та Накамури, але в процесі також впливає на свою найкращю подругу.
Ямада (яп. 山田, やまだ)
Актор: Кацутоші Мацузакі
Сейю: Кацутоші Мацудзакі
Друг Касуґи. Він кремезний хлопець, балакун-насмішник і не розуміє захоплення Касуґи збіркою "Квіти зла".
Кен Кодзіма (яп. 小島 建, こじま けん)
Актор: Рьосуке Тані
Сейю: Шін'я Хамадзое
Ще один друг Касуґи.

## Розробка

### Манґа

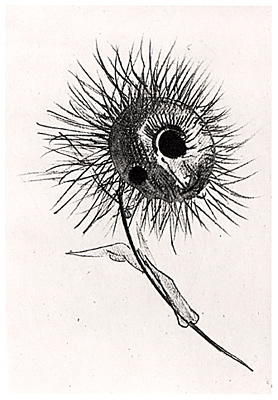
Ілюстрація квітки Оділона Редона в Les Fleurs du mal, яку Ошімі змінив для манґи

Ошімі вперше прочитав «Квіти зла» Шарля Бодлера коли навчався в середній школі, і вважав книгу «підозрілою та непристойною, але огидно шляхетною». Він створив ілюстрацію Око-квітка за книжковими ілюстраціями свого улюбленого художника Оділона Редона. Ошімі також згадує інших художників, наприклад у обкладинці 10 розділу, ілюстрація натхнена картинлю «Одягнену Маху» Франсіско Гоя.
Одним із джерел натхнення для манґи, на який посилався Ошімі, була манґа Sakura no Uta, де він зміг відчути почуття головного героя і описав її як таку, що "зображує каламутну самосвідомість і темний бік юності з вражаючою інтенсивністю...". Іншими натхненнями, були манґи "Шепіт місячного сяйва" Масахіко Кікуні та "Собака" Харуко Касіваґі, які, на його думку, мали спільну рису - вони були історіями про дорослішання, про "відкриття власної системи цінностей", і він сподівався, що його манґа зможе зробити те саме.. Після публікації другого тому манґи Ошімі дізнався про французький фільм " Mais ne nous délivrez pas du mal" і в ретроспективі відчув, що може співвіднести себе з темами фільму, де "дівчата поклоняються Бодлеру і Лотреамону, створюють царство зла для себе, і зазнають занепаду..."
Створюючи мангу, Ошімі малював різні аспекти свого життя, включаючи обстановку та персонажів. Місце зйомок базується на реальних локаціях рідного міста Ошіми, включаючи шкільну бібліотеку, берег річки та парк, де Касуґа бризкає водою. Багато персонажів також мають реальні прототипи: Накамура заснований на людині, яка називала Ошімі "гівнюком" та іншими фразами, які використовує Накамура. . Друг Касуґи, Хірута заснований на шкільному другові Ошіми, який зрадив його класному хулігану.

### Аніме
Режисер Хіроші Наґахама спочатку відхилив пропозицію бути режисером аніме, вважаючи, бо вважав, що його найкраще буде презентувати в живу дію, але передумав, коли з'ясував, як його треба буде адаптувати, і подав ідею використання ротоскопіювання.. Для нього комікси були дуже реалістичними та близькими до повсякденного життя, тому він вважав це найкращим вибором. Бойовик знімався в місті Кірю, префектура Ґумма, протягом приблизно трьох місяців. Через додаткове редагування час виробництва був приблизно вдвічі більший, ніж у звичайного аніме. Кінцеві картки в кінці кожного епізоду були анімовані самим Наґахамою в традиційному аніме стилі, щоб відрізнити їх, і він змусив волосся Ошімі розвиватися, щоб імітувати флеш-анімацію..
До прем'єри аніме продюсери вирішили не публікувати зображення героїв. Під час виходу аніме в ефір фанати манґи критикували використання ротоскопіювання. Наґахама знав, що ротоскопіювання буде суперечливим, але він вважав, що воно того варте, бо це зробить аніме незабутнім, навіть якщо його сприйматимуть як "моторошне". Коли його запитали на панелі запитань і відповідей на Animazement 2013, чому він не зробив адаптацію традиційним серіалом, він відповів, що в реальному житті основна увага приділяється акторам, а не персонажам. На подальше запитання про те, яку атмосферу він намагався створити за допомогою темпу та саундтреку аніме, Наґахама відповів, що хотів зробити аніме, яке відчувається свіжим.. В інтерв'ю інтерне-виданню Natalie, в якому також брали участь Наґахама та Ошімі, Ошімі сказав, що він обізнаний про ідею ротоскопування та погоджується з напрямком адаптації Наґахами, особливо з його наміром «залишити шрам у глядача». Його думки після інциденту образно відповідали цій меті. «Убити читача» Він також відчув, що Наґахама глибоко заглибився в історію, а аніме та манґа склали дві версії історії з його початкових ідей. Ошімі також брав участь у наданні відгуків у ході анімації, віддаючи перевагу іншому ротоскопічному вигляду, коли демонструвалися малюнки в стилі аніме.

## Теми
Однією з тем, яку Ошімі хотів розглянути в манзі, було поняття «збочення», яке, на думку Ошімі, було неправильно зрозумілим і фактично є прихованою якістю всіх людей. Ще одне питання, на яке він хотів відповісти, — де закінчується процес формування підлітка. На його думку, початок чітко розмежований фізичними характеристиками підліткового віку, але кінець неясний і повинен бути відкритий індивідом..

## Медіа

### Манґа
Ця Манґа була опублікована в першому номері журналу Bessatsu Shonen, опублікованому Kodansha 9 вересня 2009 року, і закінчилася 9 травня 2014 року. Kodansha зібрав 57 розділів в 11 томів з 17 березня 2010 по 9 червня 2014.
Серія була ліцензована за ліцензією Vertical для Північної Америки у вересні 2011 року, перший том вийшов 8 травня 2012 року, а останній том — 14 жовтня 2014 року.
Vertical оголосила на Anime Central 2017, що планує перевипустити мангу в чотирьох томах.
Спочатку на обкладинці першого тому японської версії був рядок, у якому Накамура сказав: «Ти, сволота», але цей рядок було замінено заголовком у вертикальній версії.
Манґа була видана в Італії Panini Comic, в Іспанії Norma Editor, на Тайвані Tong Li Publishing, а в Індонезії Elex Media Komputindo.

### Аніме
Режисером аніме-адаптації стане Хіроші Наґахама, а продюсером — Zexcs. Це було перше аніме, яке використовувало виключно ротоскопіювання. Воно транслювалося в Японії з 5 квітня по 29 червня 2013 року, а в Північній Америці його ліцензувала компанія Sentai Filmworks. Crunchyroll володіє правами на трансляцію в Австралії, Північній Америці, Великобританії та інших територіях. Початкова тема — «Aku no Hana» (яп. 惡の華), яку виконує Учюджін із запрошеними вокалістами Ноко, Маріко Ґото та Шіхо Нанба. Кінцевою темою є «~花~ The Last Flower» від Asa-Chang & Junray. На Sakura-Con 2014 Наґахама пояснив флешфорвард наприкінці останнього епізоду як заяву про свій намір щодо другого сезону.

### Ігровий фільм
Екранізація ігрового фільму була випущена в Японії 27 вересня 2019 року. Режисер — Нобору Іґучі, сценарій — Марі Окада, а музика — Ясухіко Фукуда.

## Рецепція

### Манґа
«Квіти зла» була кандидатом на 17-му Японському фестивалі медіа-мистецтва в 2013 році у розділі манґи. Він був номінований на 5-ту премію Manga Award, але програв «Срібній ложці» Хірому Аракави. Манґа також посіла 18 місце в 20 найкращих манґах для читачів чоловічої статі в путівнику Kono Manga ga Sugoi!.
У Японії ця манґа кілька разів потрапляла на Oricon.
Том 5 був 30-ю найбільш продаваною манґою тиждня, починаючи з 2 січня 2012 року, і піднялася на 17 місце наступного тижня.
Том 7 став 44-ю найбільш продаваною манґою тиждня, починаючи з 10 грудня 2012 року.
Том 8 був 22-м найбільш продаваною манґою тиждня, починаючи з 3 червня 2013 року, і піднялася на 17-е місце наступного тижня.
Том 9 був 22-ю найбільш продаваною манґою тиждня, починаючи з 5 серпня 2013 року, але наступного тижня опустилася на 29-е місце.
Том 10 був 17-ою найбільш продаваною манґою за тиждень, починаючи з 6 січня 2014 року, але опустилася до 25-го місця наступного тижня.
11-й том був п'ятою найбільш продаваною манґою за тиждень, починаючи з 9 червня 2014 року, але наступного тижня опустилася до 42-го.
Перші дев'ять томів манґи розійшлися в Японії накладом понад 2 мільйони копій. Локалізація від Vertical допомогла манзі двічі потрапити до списку бестселерів манґи New York Times. Перший том був третьою найбільш продаваною мангою за тиждень 13 травня 2012 року, а 3 том був восьмою найбільш продаваною манґою за а тижневим бестселером 28 жовтня 2012.

### Аніме
Редактор Anime News Network (ANN) Карл Кімлінгер високо оцінив серіал під час його трансляції, віддавши належне режисеру Хіросі Наґахамі та композитору Хідеюкі Фукасаві за те, що вони зробили роботу Ошімі належним чином за допомогою режисури, яка є частково психологічним трилером і похмурою романтичною із включенням ротоскопії, і партитура, яка є атонально зловісною, кажучи, що «це серіал, який можна атакувати з будь-якого боку і він не зламається. Це, у своєму надзвичайно неприємному вигляді, шедевр».
Другому редактору ANN Ніку Крімеру також сподобався серіал, він похвалив історію за передачу тем людської ідентичності та співзалежності з аморальними людьми та напрямок за її повільний і методичний темп, зробивши висновок, що «Квіти зла — одне з найкращих шоу останніх років, абсурдно впевнений настрій з унікальною ефективною естетикою та справжнім розумінням і співчуттям до емоційних випробувань молодості. Обов'язковий до перегляду для всіх, хто цікавиться потенціалом анімації передати людську правду».
Тим часом Річард Айзенбайс із Kotaku розкритикував серіал за його поганий акторський склад, відсутність напруги та жахливі технічні аспекти анімації.
Тім Джонс, який писав для THEM Anime Reviews, також був незадоволений стилем ротоскопіювання, зробивши висновок, що це «просто провал» і «я б не рекомендував його нікому» і сказав, що здалеку воно виглядає «дивним і знайомим».
Однак Джонс високо оцінив операторську роботу, розвиток головного тріо та режисуру Наґахами у типовій середній школі.
Кріс Беверідж із Fandom Post написав: «Акторська гра, історія та презентація роблять цей серіал більш яскравим і значущим, ніж інші. Тим не менш, це безумовно той твір, у якому є справді чудові, хоч і складні діалоги».
Компанія Otaku USA визнала серіал найкращим аніме 2013 року та високо оцінила його виконання. Звуковий дизайн, темп і техніка ротоскопії створюють «атмосферу гнітючого жаху» в середній школі, підсумовуючи: «Якщо вам подобаються повільні, примхливі твори, Квіти зла обов'язкові для перегляду!».